# Tretjärnarna (Nätra socken, Ångermanland, 700729-162227)
Tretjärnarna är en sjö i Örnsköldsviks kommun i Ångermanland och ingår i Nätraån-Ångermanälvens kustområde.